# Prosantorhinus
Genre
Espèces de rang inférieur
- † P. douvillei Osborn, 1902, 1902
- † P. germanicus Wang[2] (espèce type), 1929
- † P. laubei Heissig et Fejfar, 2007
- † P. aurelianensis (Nouel, 1866)
- † ? « Rhinoceros » tagicus Roman et Torres, 1907

Prosantorhinus est un genre fossile de mammifères périssodactyles ancêtres des rhinocéros actuels. Il est doté d'une paire d'incisives inférieures proéminentes comme tous les membres de sa sous-famille, les Aceratheriinae.
Il a vécu en Europe de l'Ouest au Miocène inférieur et moyen, à l'Orléanien (nomenclature basée sur les fossiles de mammifères terrestres européens), équivalent au Burdigalien et au début du Langhien dans la nomenclature stratigraphique internationale,. 

## Liste des espèces
Deux espèces sont généralement attribuées au genre, leurs fossiles sont connus principalement en France et en Allemagne, mais aussi en Espagne et au Portugal :
- † P. germanicus, l'espèce type, présente en France et en Allemagne ;
- † P. douvillei, découverte en France, Espagne et Portugal, est d'un peu plus grande taille.

« L'étude anatomique a mis en évidence que les différences entre ces deux espèces sont plus grandes pour le squelette post-crânien que pour la denture et sont principalement référées à la taille et aux proportions ».
En 2017, Kurt Heissig valide d'autres espèces attribuées au genre Prosantorhinus :
- † P. laubei Heissig et Fejfar, 2007 du Burdigalien inférieur (MN 3) de la Bohême septentrionale ;
- † P. aurelianensis (Nouel, 1866) du Burdigalien d'Europe occidentale ;
- et peut-être, † « Rhinoceros » tagicus Roman et Torres, 1907 une espèce énigmatique du Burdigalien inférieur du Portugal.

## Description
C'est un rhinocéros de taille modeste à moyenne avec un corps très robuste et trapu. Ses pattes très courtes portent un corps allongé en forme de tonneau, lui donnant plus l'apparence d'un hippopotame que d'un rhinocéros.
Sa longueur totale est d'environ 2,50 mètres. P. douvilei, le plus grand des Prosantorhinus mesurerait près de 3 mètres pour une masse d'environ 1,5 tonne. Prosantorhinus est plus petit que les autres Rhinocerotidae qui vivaient à la même période (comme Diaceratherium) dont il se distingue par un crâne avec sa partie dorsale concave, des os nasaux ascendants et un rétrécissement du côté distal de la dernière molaire supérieure. Son crâne est très court, particulièrement son museau. Ses extrémités nasales amincies, longues et rugueuses pourraient être à la base d'une ou peut-être de deux petites cornes,,. L'hypothèse de la présence de cornes chez Prosantorhinus serait une différence majeure avec les genres d'Aceratheriinae de la tribu des Aceratheriini qui sont réputés en être dépourvus. Ses molaires sont de grande taille, à couronnes basses (brachyodontes),.

Prosantorhinus douvillei Hémimandibule droite  MHNT

## Paléobiologie
Prosantorhinus vivait dans un environnement semi-aquatique, peut-être marécageux, et se nourrissait de plantes molles et tendres. Les dents montrent toutefois que cet animal pouvait également se nourrir de végétaux fibreux.

## Classification
Le genre Prosantorhinus a été érigé en 1973 pour regrouper des rhinocérotidés du Miocène d'Europe autrefois dispersés dans d'autres genres. En 2000, P.-O. Antoine et al. le rattachent à la tribu des Teleoceratini, des rhinocéros à pattes trapues et à corps très robuste, dont le genre type est Teleoceras.